# (39741) Komm
(39741) Komm (1997 AT6) – planetoida z grupy przecinających orbitę Marsa okrążająca Słońce w ciągu 3,23 lat w średniej odległości 2,18 j.a. Odkryta 9 stycznia 1997 roku.